# Atriplex patula
Atriplex patula o armuelle, es una especie ruderal perteneciente a la familia de las amarantáceas. Es una planta herbácea circumboreal caducifolia naturalizada en las regiones templadas. 
Atriplex patula parece que ha sido introducida recientemente en Norteamérica desde Eurasia, no llegando tal vez hasta la primera mitad del siglo XVIII.

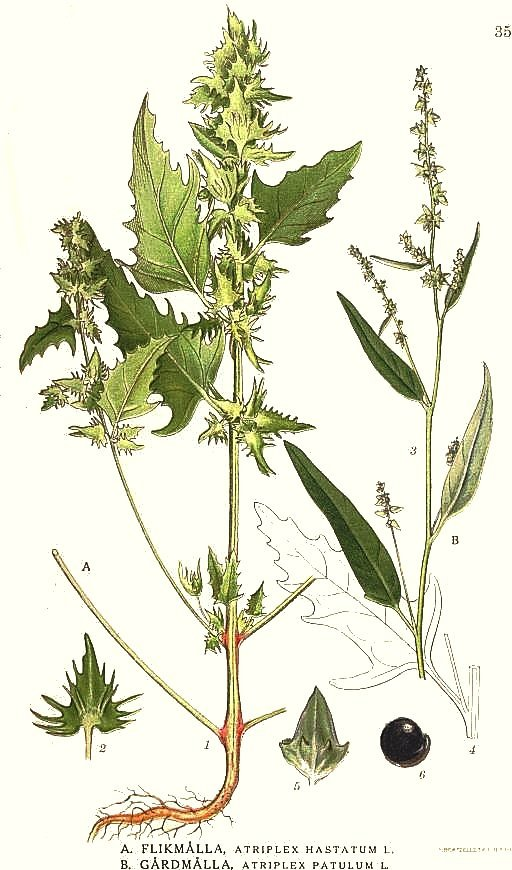
Ilustración

## Descripción
Es una planta herbácea monoica con tallos erectos y ramificados en su mayoría, las ramas son verdes, en ángulo obtuso o estriadas y glabras. Las hojas son alternas, excepto las más próximas, son pecioladas de color, verde por ambos lados , rómbico-lanceoladas a lanceoladas, oblongas, o estrechamente lanceoladas-oblongas, enteras o dentadas, las proximales ampliamente cuneadas . Con un número de cromosomas de 2 n = 36.

## Propiedades
Indicaciones: es emenagogo. Se ha usado en afecciones pulmonares y las hojas frescas en estados de histeria.

## Taxonomía
Atriplex patula fue descrita por  Carlos Linneo y publicado en Species Plantarum 2: 1053–1054. 1753.
Etimología
Atriplex: nombre genérico latino con el que se conoce a la planta.
patula: epíteto latino  que significa "extendida. 
Sinonimia
- Atriplex hastata subsp. patula (Linnaeus) S.Pons;
- Atriplex hastata var. patula (Linnaeus) Farwell
- Teutiopsis patula (Linnaeus) Selak[5]
- Atriplex agrestis Schur
- Atriplex amana Post
- Atriplex angustifolia Sm.
- Atriplex erecta Huds.
- Atriplex hastilifolia Rchb. ex Steud.
- Atriplex macrodira Guss.
- Atriplex nemorensis Schur
- Atriplex polymorpha Coss., Germ. & Wedd.
- Atriplex procumbens S.B.Jundz.
- Atriplex recta Schur
- Atriplex salina Desf.
- Atriplex virgata Scop.
- Chenopodium angustifolium (Sm.) E.H.L.Krause
- Chenopodium zosterifolium Hook.
- Obione angustifolia (Phil.) Ulbr.
- Schizotheca patula Fourr.[6]

## Nombres comunes
- Castellano: armuelle, armuelle angosto, armuelle silvestre, armuelles angostos, armuelles silvestres.[7]